# Ouèssè (Savalou)
Ouèssè è un arrondissement del Benin situato nella città di Savalou (dipartimento delle Colline) con 7.939 abitanti (dato 2006).